# Мартін Турк
Мартін Турк (словен. Martin Turk, нар. 21 серпня 2003, Копер, Словенія) — словенський футболіст, воротар польського клубу «Рух» (Хожув) та молодіжної збірної Словенії.

## Клубна кар'єра
Мартін Турк народився у місті Копер і є вихованцем місцевого клубу «Копер», де він починав грати у молодіжній команді. У 2019 році, коли йому було 16 років, Мартін перебрався до сусідньої Італії, де уклав угоду з клубом Серії В «Парма». Його дебют на професійному рівні відбувся 22 лютого 2022 року.

## Збірна
Мартін Турк виступав за юнацькі збірні Словенії всіх вікових категорій. Влітку 2021 року він вперше отримав виклик до національної збірної Словенії на товариський матч проти команди Гібралтару.